# (200252) 1999 VW153
(200252) 1999 VW153 es un asteroide perteneciente al cinturón de asteroides, descubierto el 15 de noviembre de 1999 por el equipo del Spacewatch desde el Observatorio Nacional de Kitt Peak, Arizona, Estados Unidos.

## Designación y nombre
Designado provisionalmente como 1999 VW153.

## Características orbitales
1999 VW153 está situado a una distancia media del Sol de 2,661 ua, pudiendo alejarse hasta 2,914 ua y acercarse hasta 2,408 ua. Su excentricidad es 0,094 y la inclinación orbital 2,979 grados. Emplea 1586,01 días en completar una órbita alrededor del Sol.

## Características físicas
La magnitud absoluta de 1999 VW153 es 16,9.